# Frozenbyte
Frozenbyte è un'azienda finlandese sviluppatrice di videogiochi, fondata nel 2001 nella città di Helsinki.

## Videogiochi sviluppati
- Shadowgrounds (2005)
- Shadowgrounds Survivor (2007)
- Trine (2009)
- Trine 2 (2011)
- Splot (2014)
- Trine 3: The Artifacts of Power (2015)
- Shadwen (2016)
- Nine Parchments (2017)
- Trine 4: The Nightmare Prince (2019)
- Trine 5: A Clockwork Conspiracy (2023)